# Anthrax (band)
Anthrax is een Amerikaanse metalband die in 1981 in New York begon.
De band maakt speed- en thrashmetal, en was een van de grote namen in de hausse in dat genre die begin jaren tachtig gecreëerd werd door bands als Slayer, Metallica en Megadeth. In tegenstelling tot deze bands maakte Anthrax ook veel gebruik van humor in haar muziek en imago, bijvoorbeeld door vaak in bermudashorts in het openbaar te verschijnen en tijdens optredens, met aparte huppelende bewegingen en sprongen.

## Geschiedenis
Grondleggers van de band waren gitarist Scott Ian en bassist Dan Lilker. De bezetting werd aangevuld door gitarist Dan Spitz, drummer Charlie Benante en zanger Joey Belladonna. Lilker werd al na het eerste album vervangen door roadie Frank Bello, tevens neef van drummer Benante. Belladonna werd in 1992 vervangen door John Bush, maar sinds 2005 werkt Anthrax opnieuw samen met Belladonna.

## Discografie

### Albums
| Album met eventuele hitnotering(en) in de Nederlandse Album Top 100      | Datum van verschijnen | Datum van binnenkomst | Hoogste positie | Aantal weken | Opmerkingen                |
| ------------------------------------------------------------------------ | --------------------- | --------------------- | --------------- | ------------ | -------------------------- |
| Fistful of metal                                                         | 1983                  | -                     | -               | -            |                            |
| Armed and dangerous                                                      | 1985                  | -                     | -               | -            | ep                         |
| Spreading the disease                                                    | 30-10-1985            | -                     | -               | -            |                            |
| Among the living                                                         | 22-03-1987            | 18-04-1987            | 46              | 4            |                            |
| I'm the man                                                              | 1987                  | -                     | -               | -            | ep                         |
| State of euphoria                                                        | 18-09-1988            | 24-09-1988            | 57              | 1            |                            |
| Penikufesin                                                              | 1989                  | 03-06-1989            | 51              | 6            | ep                         |
| Persistence of time                                                      | 21-08-1990            | 08-09-1990            | 45              | 6            |                            |
| Indians / Bring the noise (met Public Enemy)                             | 1991                  | -                     | -               | -            |                            |
| Attack of the killer B's                                                 | 25-06-1991            | 20-07-1991            | 81              | 5            | Verzamelalbum              |
| Sound of white noise                                                     | 25-05-1993            | 29-05-1993            | 52              | 6            |                            |
| The island years                                                         | 05-04-1994            | -                     | -               | -            | Livealbum                  |
| Stomp 442                                                                | 24-10-1995            | -                     | -               | -            |                            |
| Volume 8: The threat is real                                             | 21-07-1998            | -                     | -               | -            |                            |
| Moshers… 1986–1991                                                       | 22-09-1998            | -                     | -               | -            | Verzamelalbum              |
| Return of the killer A's                                                 | 23-11-1999            | -                     | -               | -            | Verzamelalbum              |
| Madhouse: The very best of Anthrax                                       | 26-06-2001            | -                     | -               | -            | Verzamelalbum              |
| Classic Anthrax: The universal masters collection                        | 19-02-2002            | -                     | -               | -            | Verzamelalbum              |
| The collection                                                           | 09-06-2002            | -                     | -               | -            | Verzamelalbum              |
| We've come for you all                                                   | 06-05-2003            | -                     | -               | -            |                            |
| Music of mass destruction                                                | 20-04-2004            | -                     | -               | -            | Livealbum                  |
| The greater of two evils                                                 | 23-11-2004            | -                     | -               | -            | Verzamelalbum              |
| Alive 2                                                                  | 20-09-2005            | -                     | -               | -            | Livealbum                  |
| Anthrology: No hit wonders (1985–1991)                                   | 20-09-2005            | -                     | -               | -            | Verzamelalbum              |
| Caught in a mosh: BBC live in concert                                    | 22-01-2007            | -                     | -               | -            | Livealbum                  |
| The Big 4: Live from Sofia, Bulgaria (met Metallica, Slayer en Megadeth) | 29-10-2010            | 06-11-2010            | 75              | 1            | Livealbum                  |
| Worship music                                                            | 13-09-2011            | 17-09-2011            | 64              | 2            |                            |
| Aftershock: The Island Years 1985-1990 (4-boxset)                        | 2013                  | -                     | -               | -            | Boxset van 4 oudere albums |
| For All Kings                                                            | 26-02-2016            | 05-03-2016            | 50              | 1            |                            |

| Album met hitnotering(en) in de Vlaamse Ultratop 200 albums | Datum van verschijnen | Datum van binnenkomst | Hoogste positie | Aantal weken | Opmerkingen |
| ----------------------------------------------------------- | --------------------- | --------------------- | --------------- | ------------ | ----------- |
| Worship music                                               | 2011                  | 24-09-2011            | 65              | 1            |             |

### Singles
| Single met eventuele hitnotering(en) in de Nederlandse Top 40 | Datum van verschijnen | Datum van binnenkomst | Hoogste positie | Aantal weken | Opmerkingen              |
| ------------------------------------------------------------- | --------------------- | --------------------- | --------------- | ------------ | ------------------------ |
| I am the law                                                  | 1987                  | -                     | -               | -            | #93 in de Single Top 100 |
| Only                                                          | 1993                  | -                     | -               | -            | #48 in de Single Top 100 |

### Dvd
| Dvd's met hitnoteringen in de DVD Top 30 | Datum van verschijnen' | Datum van binnenkomst | Hoogste positie | Aantal weken | Opmerkingen                       |
| ---------------------------------------- | ---------------------- | --------------------- | --------------- | ------------ | --------------------------------- |
| The big 4 - Live from Sofia, Bulgaria    | 2010                   | 16-11-2010            | 7               | 15           | met Metallica, Slayer en Megadeth |

| Dvd's met hitnoteringen in de Vlaamse Ultratop muziek-dvd top 10/20 | Datum van verschijnen | Datum van binnenkomst | Hoogste positie | Aantal weken | Opmerkingen                       |
| ------------------------------------------------------------------- | --------------------- | --------------------- | --------------- | ------------ | --------------------------------- |
| The big 4 - Live from Sofia, Bulgaria                               | 2010                  | 06-11-2010            | 4               | 10           | met Metallica, Slayer en Megadeth |

## Trivia
- Anthrax experimenteerde ook met hiphopband Public Enemy, waarmee het Anthrax-nummer "Bring the noise" (1991) werd opgenomen.
- Zanger Joey Belladonna werd twee jaar achter elkaar gekozen tot beste metalzanger in het Metal Forbes Magazine.
- In seizoen 6 (1992) van Married... with Children was de band te zien in de aflevering 'My dinner with Anthrax' waarin Bud Bundy een prijsvraag wint, namelijk een privé-optreden van Anthrax.
- In 2010 en 2011 toerde Anthrax samen met Megadeth, Slayer en Metallica over de wereld als "The Big 4" (de vier 'grootste' thrash- en speedmetalbands), met Metallica als headliner. Drie van de vier bands bestonden in 2011 dertig jaar. (Megadeth is later opgericht omdat Dave Mustaine eerst bij Metallica gitaar speelde.)